# سیارک ۴۱۱۶
سیارک ۴۱۱۶ (به انگلیسی: 4116 Elachi، نامگذاری:1982SU) چهار هزار و صد و شانزدهمین سیارک کشف شده‌است که در ۲۰ سپتامبر ۱۹۸۲ کشف شد.
قدر مطلق سیارک برابر ۱۳٫۲۰ است.